# Amaurobius antipovae
Espèce
Amaurobius antipovae est une espèce d'araignées aranéomorphes de la famille des Amaurobiidae.

## Distribution
Cette espèce se rencontre en Géorgie et en Russie adjacente,.

## Description
Les mâles mesurent de 5,3 à 5,8 mm et les femelles de 5,6 à 6,8 mm.

## Étymologie
Cette espèce est nommée en l'honneur de Galina N. Antipova.

## Publication originale
- Marusik & Kovblyuk, 2004 : New and interesting cribellate spiders from Abkhazia (Aranei: Amaurobiidae, Zoropsidae). Arthropoda Selecta vol. 13, no 1, p. 55-61 (texte intégral).